# Цугранис, Борис Несторович
Борис Несторович Цугранис (17 января 1931) — советский футболист греческого происхождения, полузащитник.

## Биография
В 1952 году играл за дубль куйбышевских «Крыльев Советов», сыграл 10 матчей. 21 июля 1953 года тренер Пётр Бурмистров выпустил Цуграниса на замену в домашнем матче против ленинградского «Динамо». Борис Цугранис нечасто появлялся на поле и в 1955 году по ходу сезона вместе с Бондаренко и Григорием Горностаевым пополнил ряды воронежского клуба «Труд». Два сезона отыграл в первой лиге за воронежскую команду. После окончания карьеры игрока работал тренером воронежских команд «Труд» и «Динамо».